# Свято-Вознесенський храм (Станіславчик)
Українська Православна Церква Храм Вознесіння Господнього  Побудований у 1816 р. на кошти місцевих жителів і генерал–губернатора Подільської губернії, графа Олексія Бахметьєва (1774-1841). В 1837р. побудовано дзвіницю. Храм освячено архієпископом Подільським Ксенофонтом (1760-1834). У роки атеїстичної влади неодноразово закривався. Купол був повністю зруйнований, у самому храмі розмістили склад, розписи знищено, дзвіницю зруйновано повністю.  

## Історія
Храм повторно відкрито і діє з 1991 р., розпочались відновлювальні роботи. Настоятелем призначено прот. Миколая Поп.
У 1994 р. було побудовано нову дзвіницю. На території храму знаходяться могили двох священиків (в минулому настоятелі ). Один з них прот. Мартірій Танашевич (р.с. 1825-1848) і прот. Лонгін Змачинський(р.с.1851-1893).
У 2012 р. проведено реконструкцію церковного купола на кошти місцевих жителів. Також у храмі знаходиться ікона з часткою мощей преп. Олексія Чоловіка Божого. Богослужіння проводяться регулярно кожної неділі та у свята, напередодні вечірнє богослужіння. З червня 2010 р. настоятелем храму є свящ. Дмитрій Пасічник.